# Lasiodora parvior
Lasiodora parvior är en spindelart som först beskrevs av Chamberlin och Ivie 1936.  Lasiodora parvior ingår i släktet Lasiodora och familjen fågelspindlar.
Artens utbredningsområde är Panama. Inga underarter finns listade i Catalogue of Life.